# A Stranger in Town
A Stranger in Town è un film del 1943 diretto da Roy Rowland e prodotto da Robert Sisk per la Metro-Goldwyn-Mayer. La pellicola - che ha come interprete principale Frank Morgan nei panni di un giudice affiancato da Richard Carlson e Jean Rogers - si inserisce nel filone "il delitto non paga" e deve la storia alla sceneggiatura originale di Isobel Lennart e William Kozlenko. La colonna sonora è di Daniele Amfiteatrof e Nathaniel Shilkret e la fotografia è di Sidney Wagner.

## Trama
John Grant, un attempato ed apparentemente  burbero giudice della corte suprema degli Stati Uniti d'America si prende una vacanza nella provinciale cittadina (immaginaria) di Crownport. Lì non tarda a rendersi conto del malgoverno e della corruzione che affliggono buona parte dell'amministrazione pubblica, a cominciare dal sindaco Connison, con la sua cricca di maggiorenti locali a lui legati.
Sempre a Crownport, dove è raggiunto dalla sua segretaria Lucy Gilbert, egli fa la conoscenza del giovane avvocato Bill Adams, che in quel periodo è candidato sindaco; con scarse possibilità di successo, tuttavia, perché le sue numerose cause perse non gli fanno certo una pubblicità positiva. Ma il giudice Grant intravede in lui delle potenzialità, lo esorta, lo consiglia e lo guida  - senza rivelare a nessuno la propria eminente expertise professionale, ma agendo sempre come semplice cittadino – fino a che i due riescono infine ad incriminare il sindaco Connison.
A coronare l'operato di quello "straniero in città" stanno l'elezione di Bill Adams alla maggior carica municipale, e il suo matrimonio con Lucy.

## Produzione
Il film segna l'esordio sullo schermo dell'attore John Hodiak.
Douglas Shearer, direttore di registrazione della Metro-Goldwyn-Mayer (MGM), la casa di produzione, usò per il film il sistema monofonico Western Electric Sound System.
La pellicola ebbe due titoli di lavorazione: Supreme Court Justice e Mr. Justice Goes Hunting.

## Distribuzione
Distribuito dalla Metro-Goldwyn-Mayer (MGM), il film uscì nelle sale cinematografiche degli Stati Uniti nell'aprile 1943.